# День філолога в Україні
День філолога — неофіційне професійне свято філологів, що відзначається в Україні 29 березня — зокрема, Навчально-науковим інститутом філології КНУ імені Тараса Шевченка, де почалася його історія. Це свято вчителів та викладачів у сфері мови і літератури, бібліотекарів, лінгвістів, літературознавців, перекладачів-філологів і всіх, хто має філологічну освіту.

## Історія
Святкування Дня філолога 29 березня започатковане у 1962 році професорами тоді ще філологічного факультету КНУ Арсеном Іщуком і Павлом Федченком. За легендою, саме цього числа перший ректор Київського університету Михайло Максимович прочитав першу лекцію з історії української мови.

## Містифікації
Іншу дату святкування —  25 травня відзначають У РФ та інших пострадянських країнах, а також у деяких закладах вищої освіти в Україні..
У Рунеті поширене твердження, що святкування Дня філолога 25 травня почалося у 1989 році — з ініціативи викладачів та студентів філологічного факультету МДУ. Вочевидь воно є хибним — позаяк аналогічне свято з початку 1990-х у цьому виші традиційно відзначають у першу п'ятницю грудня. А щодо святкування 25 травня у редакційній статті офіційного друкованого органу тамтешнього філологічного факультету висловлюються припущення, що воно може бути пов'язане або з Днем слов'янської писемності і культури (що відзначається напередодні), або з традицією «останнього дзвоника» (з ним хронологічно співпадає).
Зустрічається також хибне твердження, що День філолога 25 травня затверджений постановою ЮНЕСКО. Обидва свята іноді називають міжнародними, що також не відповідає дійсності. І День слов'янської писемності, і День філолога 25 травня активно просуваються в рамках рашистської доктрини «російського світу» на міжнародному рівні.